# Nordlig krukmakargeting
Nordlig krukmakargeting (Eumenes pedunculatus) är en stekelart som först beskrevs av Georg Wolfgang Franz Panzer 1799. Enligt Catalogue of Life ingår nordlig krukmakargeting i släktet krukmakargetingar och familjen Eumenidae, men enligt Dyntaxa är tillhörigheten istället släktet krukmakargetingar och familjen getingar. Arten är reproducerande i Sverige.

## Underarter
Arten delas in i följande underarter:
- E. p. eburneopictus
- E. p. turanus